# Eleição presidencial na Venezuela em 1958
A eleição presidencial venezuelana de 1958 foi realizada em 1 de dezembro. Esta foi a primeira eleição presidencial realizada após a assinatura do Pacto de Punto Fijo em 23 de janeiro pelos três principais partidos políticos do país após a queda do governo ditatorial de Marcos Pérez Jiménez: a social-democrata Ação Democrática (AD), o democrata cristão Comitê de Organização Política Eleitoral Independente (COPEI) e a social-liberal União Republicana Democrática (URD).
Rómulo Betancourt, líder da AD e um dos signatários do Pacto, sagrou-se vencedor do pleito ao obter 49,18% dos votos válidos, derrotando dessa forma o ex-presidente filiado à URD, Wolfgang Larrazábal, que obteve 34,61% dos votos válidos, e Rafael Caldera, líder do COPEI e outro signatário do Pacto, que conquistou 16,21% dos votos válidos.

## Resultados eleitorais
| Candidatos              | Candidatos              | Partidos                                              | Votos     | %      |
| ----------------------- | ----------------------- | ----------------------------------------------------- | --------- | ------ |
|                         | Rómulo Betancourt       | Ação Democrática                                      | 1 284 092 | 49.18  |
|                         | Wolfgang Larrazábal     | União Republicana Democrática                         | 903 479   | 34.61  |
|                         | Rafael Caldera          | Comitê de Organização Política Eleitoral Independente | 423 262   | 16.21  |
| Votos válidos           | Votos válidos           | Votos válidos                                         | 2 610 833 | 95.91  |
| Votos inválidos         | Votos inválidos         | Votos inválidos                                       | 111 220   | 4.09   |
| Total de votos          | Total de votos          | Total de votos                                        | 2 722 053 | 100.00 |
| Eleitorado apto a votar | Eleitorado apto a votar | Eleitorado apto a votar                               | 2 913 801 | 93.42  |